# Epidola melitensis
Epidola melitensis is een vlinder uit de familie tastermotten (Gelechiidae). De wetenschappelijke naam is voor het eerst geldig gepubliceerd in 1955 door Amsel.
De soort komt voor in Europa.